# Узиљијано (Пиза)
Узиљијано је насеље у Италији у округу Пиза, региону Тоскана.
Према процени из 2011. у насељу је живело 204 становника. Насеље се налази на надморској висини од 143 м.